# Shea Seger
Shea Seger (* 1979 in Fort Worth, Texas) ist eine US-amerikanische Sängerin.

## Lebenslauf
Seger wuchs in der texanischen Kleinstadt Quitman auf. Bereits im Alter von zwei Jahren begann sie, Klavier zu spielen, und schrieb als Jugendliche erste eigene Songs. Nach ihrer Schulausbildung nahm sie in Virginia Beach eine Gesangs- und Schauspielausbildung auf. 
1998 siedelte Seger nach London um. Dort traf sie auf den Produzenten Martin Terefe und den Songwriter Nick Whitecross. Gemeinsam mit ihnen entstand 2000 ihr Debütalbum The May Street Project. Die zweite Single aus dem Album erreichte die britischen Singlecharts. Doch auch sie brachte ihr nicht die notwendige Aufmerksamkeit und so stellte sie ihre Musikkarriere zurück.
In den folgenden Jahren heiratete sie, bekam eine Tochter und kehrte schließlich wieder in ihre Heimat Texas zurück. Erst im Juli 2010 startete sie einen neuen Anlauf mit ihrem zweiten nach ihr selbst benannten Album.

## Diskografie

### Singles
- Last Time (2000)
- Clutch (2001)

### Alben
- The May Street Project (2000)
- Shea Seger (2010)